# Getting there
Getting there is een studioalbum van John Abercrombie. Het was het tweede album in de samenstelling van het trio Abercrombie, Johnson en Erskine. Ditmaal werden zij bijgestaan door gast Michael Brecker. Brecker heeft net als Erskine deel uitgemaakt van Steps Ahead. Getting there is een van de weinige albums van ECM Records waarvan de producer niet Manfred Eicher is. In dit geval trad Lee Townsend op als producer. Het album is opgenomen in de geluidsstudio Power Station in New York. 

## Musici
- John Abercrombie – gitaar, gitaarsynthesizer
- Marc Johnson – basgitaar, contrabas
- Peter Erskine – slagwerk

Met gast Michael Brecker op tenorsaxofoon (tracks 1, 4 en 6) 

## Muziek
| Nr. | Titel                       | Duur |
| --- | --------------------------- | ---- |
| 1.  | Sidekicks (Abercrombie)     | 5:17 |
| 2.  | Upon a time (Abercrombie)   | 4:27 |
| 3.  | Getting there (Abercrombie) | 7:35 |
| 4.  | Remember hymn (Abercrombie) | 5:13 |
| 5.  | Thalia (Vince Mendoza)      | 4:19 |
| 6.  | Furs on ice (Johnson)       | 8:09 |
| 7.  | Chance (Abercrombie)        | 4:55 |
| 8.  | Labour day (Abercrombie)    | 3:45 |